# Wyncote
Wyncote è un census-designated place (CDP) degli Stati Uniti d'America situato nello stato della Pennsylvania, nella contea di Montgomery. Vi si trova il Reconstructionist Rabbinical College.